# Abd al-Rahman IV
Abd ar-Rahman IV al-Murtada (Arabisch: عبد الرحمن المرتضى, DMG ʿAbd ar-Raḥmān al-Murtaḍā; ? - 1018) was kalief van Córdoba.
Abd ar-Rahman IV werd in Valencia door enkele Berberleiders tot kalief verheven, toen in het kalifaat Córdoba de Hammudiden onder Ali ibn Hammud an-Nasir aan de macht kwamen en het kaliefenambt overnamen. Hij kon weliswaar met de islamitische stadhouder van Zaragoza en de graaf van Barcelona een bondgenootschap sluiten, doch kon hij de Hammudiden niet definitief uit Córdoba verdrijven. Bij een aanval op Granada werd hij door zijn Berbertroepen in de steek gelaten, verslagen en bij Guadix tijdens zijn vlucht vermoord.